# بريان سميث
بريان سميث (بالإنجليزية: Bryan Smith)‏ (21 أغسطس 1970 المملكة المتحدة - ) هو لاعب كرة قدم بريطاني يلعب كمدافع.

## روابط خارجية
- بريان سميث على موقع Soccerbase.com (لاعب) (الإنجليزية)